# 格倫德巴赫河 (格倫德維森巴赫河支流)
50°03′13″N 10°21′54″E / 50.053739°N 10.365006°E
格倫德巴赫河是德國的河流，位於該國東南部，由巴伐利亞負責管轄，屬於格倫德維森巴赫河的右支流，河道全長2公里，流域面積2.5平方公里。